# Tiocfaidh ár lá
Tiocfaidh ár lá és una frase en Irlandès pronunciat (IPA: [ˈtʲʊki aːɾˠ ˈɫ̪aː]) que es tradueix com 'El nostre dia arribarà'. Això fa referència al dia que Irlanda s'unifiqui i s'alliberi dels britànics. Ha esdevingut l'eslògan no-oficial del moviment de Republicanisme irlandès, especialment a través del PIRA.

## Variants
Una variant és Beidh ár lá linn ([bʲɛj aːɾˠ ˈɫ̪aː lʲɪnʲ], i la seva traducció seria 'Hauríem de tenir el nostre dia'.